# 五島警察署
五島警察署（ごとうけいさつしょ,Goto Police Station）は、長崎県にある長崎県警察が管轄する警察署の一つである。旧福江警察署。

## 沿革
- 1870年（明治3年）- 「取締り」を配置。

福江村福江郷商人町の大賀某方で、監督以下6名が五島全域の警察事務を担当。
- 1872年（明治5年）- 取締りが「邏卒[1]」に改称。制服を制定。警察・監獄事務を担当。
- 1876年（明治9年）- 「警察第六福江出張所」が設置。

福江村福江郷本町の三輪某方を借り受け、巡査17名を配置。岐宿屯所（巡査4名）と小値賀屯所（巡査6名）を設置。
- 1877年（明治10年）9月 - 富江屯所（巡査3名）を設置。
- 1878年（明治11年）
  - この年 - 福江出張所が「福江警察署」に改称。小値賀分署と有川分署[2]を設置。
  - 11月 - 小値賀分署を平戸警察署に移管。
- 1880年（明治13年）- 福江村福江郷682番地に新庁舎が完成。
- 1881年（明治14年）12月 - 富江分署と三井楽分署を新設。
- 1882年（明治15年）2月 - 三井楽分署を岐宿分署に改称。
- 1887年（明治20年）- 岐宿・富江分署を廃止。福江島・椛島・奈留島・久賀島を管轄。中通島・小値賀島は有川分署の管轄。
- 1913年（大正2年）2月 - 庁舎を新築。
- 1926年（大正15年）6月 - 有川分署が有川警察署に昇格し、独立。
- 1948年（昭和23年）2月1日
  - 旧警察法により、自治体警察として、「福江町警察署」・「岐宿町警察署」・「富江警察署」・「三井楽町警察署」・「玉之浦町警察署」が発足。
  - 上記の5町以外の自治体8村に関しては「国家地方警察下五島地区警察署」の管轄となる。
- 1951年（昭和26年）10月1日 - 自治体警察の一部が廃止。
- 1954年（昭和29年）7月1日 - 警察法改正により、「長崎県警察福江警察署」が発足。
- 1958年（昭和33年）3月15日 - 庁舎を新築。
- 1962年（昭和37年）9月26日 - 福江大火により、庁舎を消失。長崎県立五島高等学校の一部を仮庁舎として使用。
- 1963年（昭和38年）3月30日 - 庁舎を新築。
- 2004年（平成16年）8月1日 - 福江市と南松浦郡5町の合併による五島市の誕生に伴い、福江警察署から五島警察署に改称。

## 管轄区域
出典：
- 五島市全域（奈留島・久賀島・福江島・男女群島等）

## 内部組織
出典：
- 警務課
  - 警務係
  - 留置係
- 会計課
  - 会計係
- 生活安全課
  - 生活安全係
- 地域課
  - 企画指導係
  - 地域第一係
  - 地域第二係
  - 地域第三係
- 捜査支援課
  - 捜査支援係
- 刑事課
  - 捜査第一係
  - 捜査第二係
  - 鑑識係
- 交通課
  - 交通係
- 警備課
  - 警備係

## 交番
福江島
- 福江中央交番（ふくえちゅうおう、五島市三尾野一丁目8-24）
  - 2008年（平成20年）署所在地の所管区を福江中央交番を新設し、移管（当初の住所は三尾野一丁目1328-11）。
  - 2009年（平成21年）住所が現在の三尾野一丁目8-24となる。
- 富江交番（とみえ、五島市富江町富江217）

## 警察官駐在所
奈留島
- 奈留警察官駐在所（なる、五島市奈留町浦1748-1）

久賀島
- 久賀警察官駐在所（ひさか、五島市久賀町124-43）旧久賀町警察官駐在所、2007年（平成19年）「町」をとって、久賀警察官駐在所となる。

福江島
- 三井楽警察官駐在所（みいらく、五島市三井楽町濱ノ畔1465-2）- 旧三井楽交番、2006年（平成18年）交番から警察官駐在所になった。
- 崎山警察官駐在所（さきやま、五島市向町1152-10）
- 本山警察官駐在所（もとやま、五島市堤町1430-5）
- 奥浦警察官駐在所（おくうら、五島市奥浦町1321-79）旧奥浦町警察官駐在所、2007年（平成19年）「町」をとって、奥浦警察官駐在所となる。
- 中須警察官駐在所（なかす、五島市玉之浦町中須562-2）
- 中岳警察官駐在所（なかだけ、五島市岐宿町中嶽1063-2）
- 岐宿警察官駐在所（きしく、五島市岐宿町岐宿2535）

## 派出所
- 福江空港警備派出所（ふくえくうこう、五島市上大津町2158）

## 警備艇
- ふくえ （21.00t）

## 運転免許の即日交付
- 長崎県内で運転免許の即日交付が可能な警察署の中の1つである[5]。

## 廃止された交番・警察官駐在所
（　）は読み、所在地だった場所。---は廃止後に所管区が移された交番・駐在所を表す。
- 2006年（平成18年）
  - 荒川警察官駐在所（あらかわ、五島市玉之浦町荒川129番地26）---中須警察官駐在所
  - 本窯町警察官駐在所（もとがままち、五島市本窯町3番地2）---籠淵町警察官駐在所---2007年（平成19年）に署所在地---2008年（平成20年）に福江中央交番
- 2008年（平成20年）
  - 籠淵警察官駐在所（こもりぶち、五島市籠淵町13番地5）
    - 2007年（平成19年）に「町」をとって籠淵警察官駐在所となったが、2008年（平成20年）に廃止。---福江中央交番

  - 玉之浦警察官駐在所（たまのうら、五島市玉之浦町玉之浦714番地4）---中須警察官駐在所

## 参考資料
- 「長崎県警察史」（1996年（平成8年）3月31日発行、長崎県警察）第10章 警察署の沿革